# 扎卡尼
扎卡尼，是匈牙利绍莫吉州所辖的一个村。总面积9.09平方公里，总人口1011，人口密度111.2人/平方公里（2011年1月1日）。